# Valentina Rastvorova
Valentina Rastvorova (Odessa, 17 juni 1933 - Moskou, 24 augustus 2018) was een Sovjet-Russisch schermer.
Rastvorova was getrouwd met de waterpoloër Boris Grisjin.
Tien maanden na de geboorte van haar zoon Jevgeni Grisjin won Rastvorova de olympische gouden medaille met het team en de olympische zilveren medaille individueel. Rastvorova werd in 1958 wereldkampioen individueel en vijfmaal met het team.

## Resultaten

### Olympische Zomerspelen
| Jaar | Plaats    | Resultaten                  |
| ---- | --------- | --------------------------- |
| 1956 | Melbourne | Ronde 1 poule floret        |
| 1960 | Rome      | floret team floret          |
| 1964 | Tokio     | floret team 9e poule floret |

### Wereldkampioenschappen schermen
| Jaar | Plaats       | Resultaten           |
| ---- | ------------ | -------------------- |
| 1956 | Londen       | floret team          |
| 1958 | Philadelphia | floret · floret team |
| 1961 | Turijn       | floret team · floret |
| 1962 | Buenos Aires | floret team          |
| 1965 | Parijs       | floret team          |
| 1966 | Moskou       | floret team          |
| 1967 | Moskou       | floret team          |

1960: Gorochova, Petrenko, Proedskova, Rastvorova, Sjisjova, Zabelina ·
1964: Juhász-Nagy, Marosi, Mendelényi-Ágoston, Sákovics-Dömölky, Ildikó Ujlaki-Rejtő ·
1968: Gorochova, Petrenko-Samoesenko, Novikova, Tsjirkova, Zabelina ·
1972: Belova-Novikova, Gorochova, Petrenko-Samoesenko, Tsjirkova, Zabelina ·
1976: Belova-Novikova, Giljazova, Knjazeva, Sidorova, Nikonova ·
1980: Begard, Brouquier, Gaudin, Muzio, Trinquet ·
1984: Bischoff, Funkenhauser, Hanisch, Weber, Wessel ·
1988: Bau, Fichtel, Funkenhauser, Klug, Weber ·
1992: Bianchedi, Bortolozzi, Trillini, Vaccaroni, Zalaffi ·
1996: Bortolozzi, Trillini, Vezzali ·
2000: Bianchedi, Giacometti, Trillini, Vezzali ·
2008: Boiko, Lamonova, Nikichina, Sjanajeva ·
2012: Errigo, Di Francisca, Salvatori, Vezzali ·
2020: Deriglazova, Zagidoellina, Korobejnikova, Martjanova ·
2024: Dubrovich, Kiefer, Scruggs, Weintraub